# Anton Hykisch
Anton Hykisch (Banská Štiavnica, 23 de febrero de 1932-Bratislava, 17 de julio de 2024) fue un escritor, político y diplomático eslovaco. Fue miembro de la Asamblea Nacional desde 1990 a 1992 y fue el primer embajador de Eslovaquia en Canadá desde 1993 a 1997.
Sus obras abarcaron varios tipos de subgéneros, centrándose principalmente en el drama histórico. En 2023, Hykisch fue homenajeado por la Matica Eslovaca con un debate especial organizado en la sede de Matica en Bratislava. En el evento presentó su vida y obra, centrándose principalmente en el tema del renacimiento nacional. Fue su última aparición pública, muriendo un año después el 17 de julio de 2024 a los 92 años de edad.

## Obras

### Para adultos
- Sen vchádza do stanice (1961), historia corta
- Krok do neznáma (1963), primera novela (escrita y publicada en 1959, archivada inmediatamente tras su publicación).
- Stretol som ťa (1963), historia corta
- Naďa (1964), novela
- Námestie v Mähringu (1964), novela
- A nikde nenajdeš klid neboli Vražda v lázních (1971), publicada solo en checo; novela detectivesca.
- Čas majstrov (1977), novela histórica de dos partes
- Vzťahy (1978), historia corta
- Dobre utajený mozog (1979), colección de historias y noticias de ciencia ficción.
- Desire (1980), historia corta
- Milujte kráľovnú (1984), novela histórica
- Atomic Summer (1988), novela; ficcionalización de eventos recientes.
- Obrana tajomstiev (1990), una colección de prosa de fantasía.
- Maria Theresa (1999)
- Trinásta hodina. Čas majstrov (2006)
- Sám v cudzích mestách (2006)
- Spomeň si na cára (2007)
- Rozkoše dávnych čias (2009). Una novela acerca del siglo XX con algunos elementos autobiográficos.
- Verte cisárovi (2016), una novela histórica sobre el reinato de José II.
- Bezhlavý čas (2022), última publicación

### Infantiles
- Budúcnosť je už dnes (1987)
- Kamarát Čipko (1989), cuento de hadas del autor conectado con literatura científica popular

### Ensayos
- Nebojme sa sveta (2001)
- Čo si o tom myslím (2003)

### No ficción
- Kanada nie je „kanada“ (1968), un libro de reportes de viajes
- Volanty do nebies (1975), libro de carreras de autos y famosos corredores
- Dovolenka v Pekingu (1990) en español "Vacaciones en Pekín"
- Ako chutí politika. Spomienky a záznamy z rokov 1990 – 1992 (2002), memorias y recuerdos de 1990-1992.

### Otros
- Pre mňa nehrá blues (1965), guion para la película He doesn't play the blues for me, basada en la novela Krok do neznáma (A step into the Unknown)
- Praskanie (1996), obra de radio
- Počatie (1989), obra de radio
- Také čudné rozhovory (1988), obra de radio (conocida también como Such Strange Conversations)
- Moja Štiavnica (2012)